# Tmemophlebia cyanoceps
Tmemophlebia cyanoceps är en tvåvingeart som först beskrevs av Johnson 1903.  Tmemophlebia cyanoceps ingår i släktet Tmemophlebia och familjen svävflugor. Inga underarter finns listade i Catalogue of Life.